# メテュドリオン
メテュドリオン（古希: Μεθύδριον, Methydrion, 英: Methydrium）は、古代ギリシアのアルカディア地方中部にあった都市である。メガロポリスの北170スタディオンに位置していた。
都市の名前は「水の流れの間」を意味する「メタ・ヒュドル」に由来し、マロイタス川（Maloitas）とミュラオン川（Mylaon）の中間にあった丘に町が建設されたことからこの名前を得た。ギリシア神話によると、メテュドリオンはアルカディア地方の有力な都市国家オルコメノスの建国者オルコメノスによって創建された。しかし、紀元前371年にメガロポリスが設立されると、住民はメガロポリスに移された。その後はかつての人口が回復することは決してなく、ストラボンによってほぼ完全に消失したアルカディア地方の都市の1つとして言及された。しかし少なくともパウサニアスの時代には村として存在しており、ミュラオン川畔にはポセイドン・ヒッピオスの神殿があった。彼はまたマロイタス川を越えた場所にあるタウマシオン（Taumasion）と呼ばれる山に、ゼウス神を妊娠したレアが避難した洞窟があると述べている。またメテュドリオンから30スタディオンの距離にニュムパシア（Nymphasia）という名の泉があった。
メテュドリオンはトゥキディデス、ポリュビオス、プリニウス、ビュザンティオンのステパノスにも言及されている。メテュドリオンの遺跡は、古代の町との関係を反映して改名された現代のメティドリオの近くにあり、1910年に発掘された。